# Ömans
Ömans, även AB MF Öman, Ömans Manufakturfirma, Hemtex-Ömans, Mattema Ömans mattor är en butik i Skellefteå grundad 1912. Mellan 1912 och 2019 hade butiken Ömans sina lokaler i Ömans hörna. De flyttade därefter sin verksamhet till en lokal på handelsområdet Solbacken.

## Historia

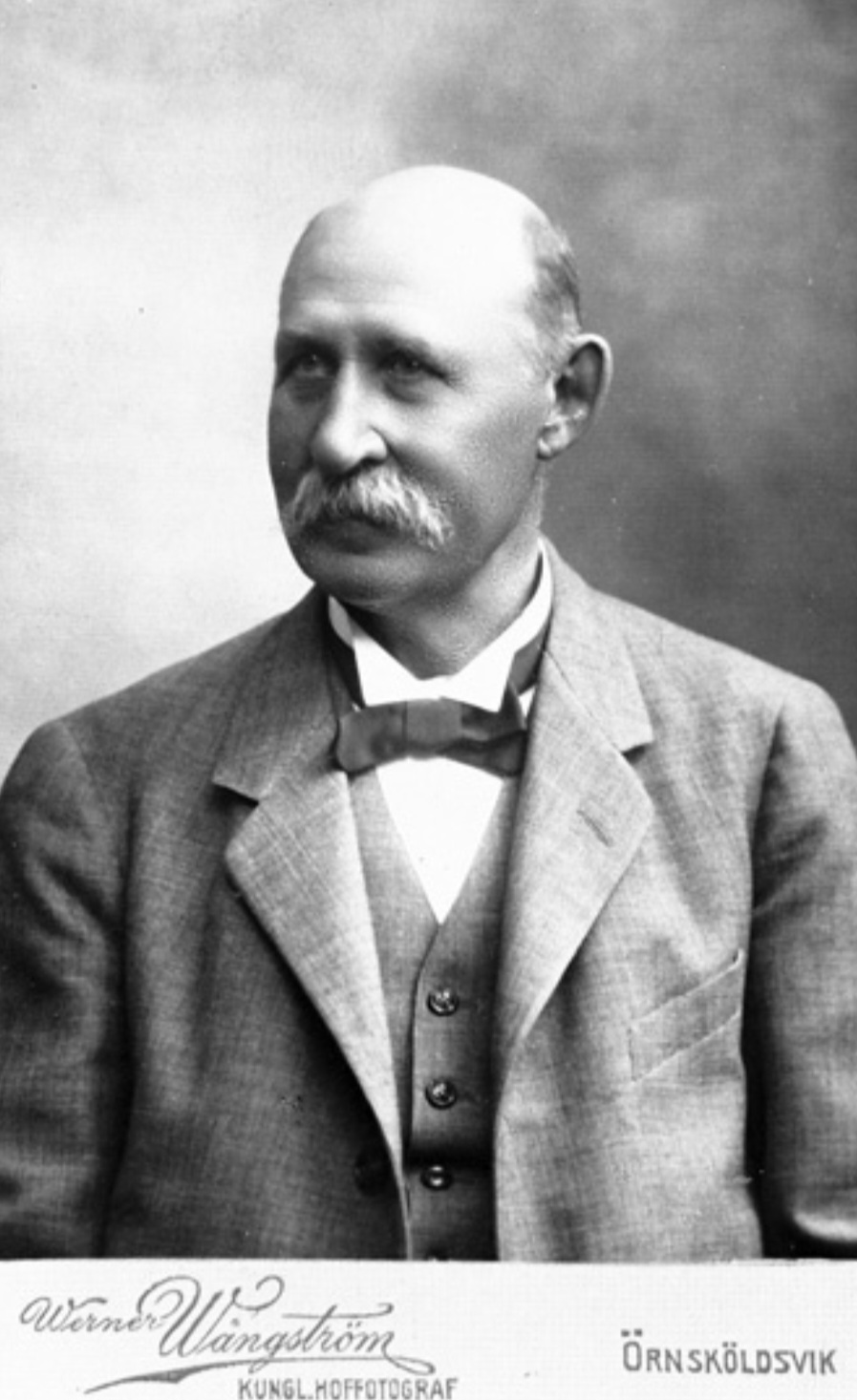
Magnus Fredrik Öman föddes i Björna 1848 och avled 1923. Bild från 1912.

Företaget AB MF Öman grundades 1912 av Magnus Fredrik Öman i samband med att familjen Öman köpte Ömans hörna i Skellefteå stad. Efter att fadern avled 1923 övertogs företaget av sonen Gustav Öman. År 1937 ombildades företaget till ett aktiebolag. 
Sonsonen till Magnus Fredrik Öman, Erik, blev företagets VD 1965. År 1980 såldes företaget till Piteå Golv och tre år senare ingick Ömans i Hemtexkedjan och blev då Hemtex-Ömans. Företaget hade då två butiker, i den ena såldes textilier och i butiken på Ömans hörna såldes golv och tapet.

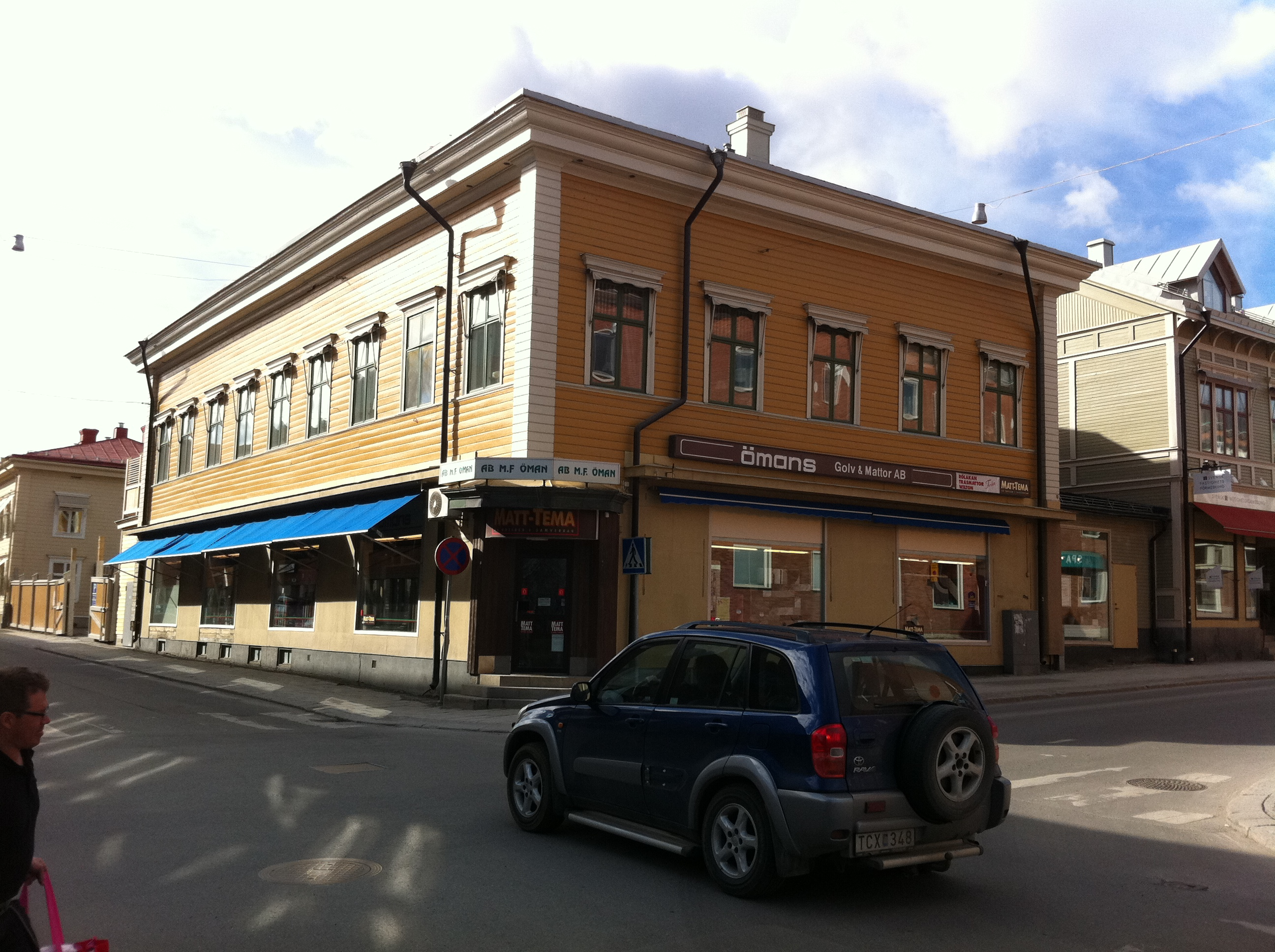
Ömans mattor i Ömans hörna (2011).

Företaget såldes 1989 till de före detta medarbetarna Hilding Lundmark, Gunbritt Lundmark (1943–2018) och Sören Pettersson. Butiken bytte senare namn till Mattema Ömans mattor och flyttade 2019 till nya lokaler på handelsområdet Solbacken.